# Volvo EX30

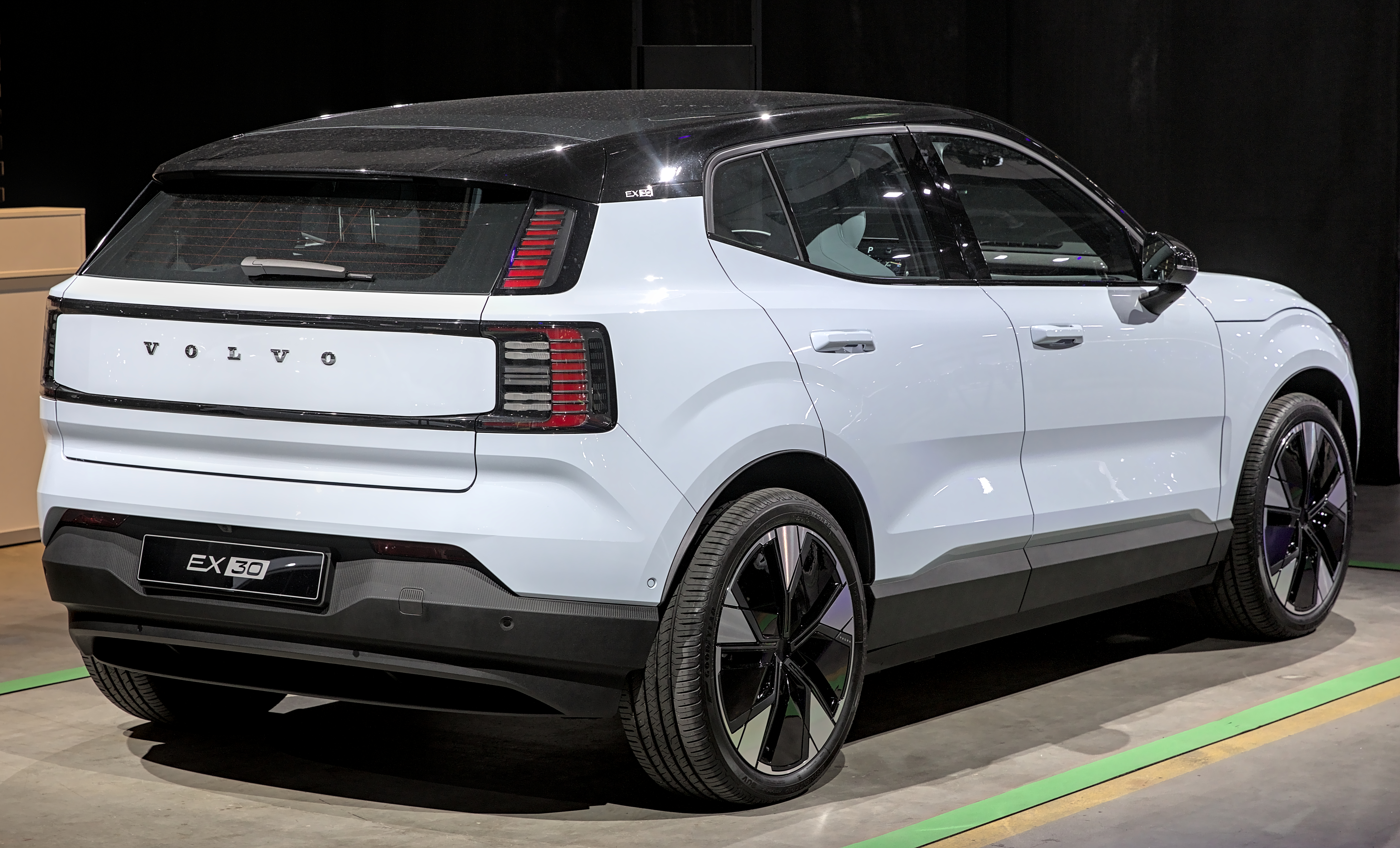
Heckansicht

Der Volvo EX30 ist ein kleines batterieelektrisches SUV des schwedischen Automobilherstellers Volvo. Es wurde Anfang Juni 2023 vorgestellt. Die ersten Fahrzeuge wurden im Dezember 2023 ausgeliefert. Der EX30 wurde zunächst nur bei Geely im chinesischen Zhangjiakou hergestellt. Seit April 2025 erfolgt die Produktion auch im belgischen Gent. Begründet wurde die Verlagerung der Produktion mit dem Umstand, dass etwa 80 Prozent des weltweiten Absatzes in Europa stattfindet und die Produktion daher nahe am Absatzmarkt stattfinden sollte. Außerdem wurden damit die EU-Importzölle auf chinesische Elektroautos umgangen. Seit Februar 2025 gibt es mit dem Cross Country auch eine geländetauglichere Version mit erhöhter Bodenfreiheit, Unterfahrschutz und Geländereifen.

## Sicherheit
Ende 2024 wurde der EX30 vom Euro NCAP auf die Fahrzeugsicherheit getestet. Er erhielt fünf von fünf möglichen Sternen.

## Technik
Das Fahrzeug basiert wie der Smart #1 und #3 sowie Zeekr X auf der von Geely entwickelten SEA-(Sustainable Experience Architecture)-Plattform (SEA-E, E für Entry, bis 4,30 m). Es hat 18-Zoll-Räder in der Basisausstattung (Core) und 19- oder 20-Zoll-Räder in den höheren Ausstattungslinien (Plus oder Ultra). Angetrieben wird es von einem Elektromotor mit 200 kW (272 PS) und 343 Nm Drehmoment an der Hinterachse oder von je einem Elektromotor an Vorder- und Hinterachse mit zusammen 315 kW (428 PS) und 543 Nm Drehmoment. Je nach Antrieb ergeben sich für die Beschleunigung aus dem Stand auf 100 km/h Zeiten von unter sechs bis unter vier Sekunden. Unabhängig von der Motorisierung ist die Höchstgeschwindigkeit auf 180 km/h begrenzt. Die Batterie speichert 51 oder 69 kWh Energie; mit der kleineren LFP-Batterie ergibt sich nach WLTP eine Reichweite von 344 km, mit der großen NMC-Batterie bis zu 480 km. Laden ist mit einem eingebauten 11-kW-Lader (stärkere Versionen mit 22 kW) mit Gleichstrom mit mindestens 134 kW möglich. Ab Single Motor Extended Range unterstützt eine Wärmepumpe beim Erwärmen oder Kühlen der Hochvoltbatterie und bei der Innenraumklimatisierung.
Das Fahrzeug ist 423 cm lang, mit Außenspiegeln 203 cm breit und rund 155 cm hoch. Der Radstand beträgt 265 cm. Das Leergewicht liegt zwischen 1840 kg und 1983 kg.
Der Kofferraum fasst bei nicht umgeklappter Rückbank 234 Liter, mit aufrecht stehender Rückbanklehne 318 Liter bzw. maximal 904 Liter. Vorn gibt es einen 7 Liter großen Frontkofferraum (sog. Frunk).

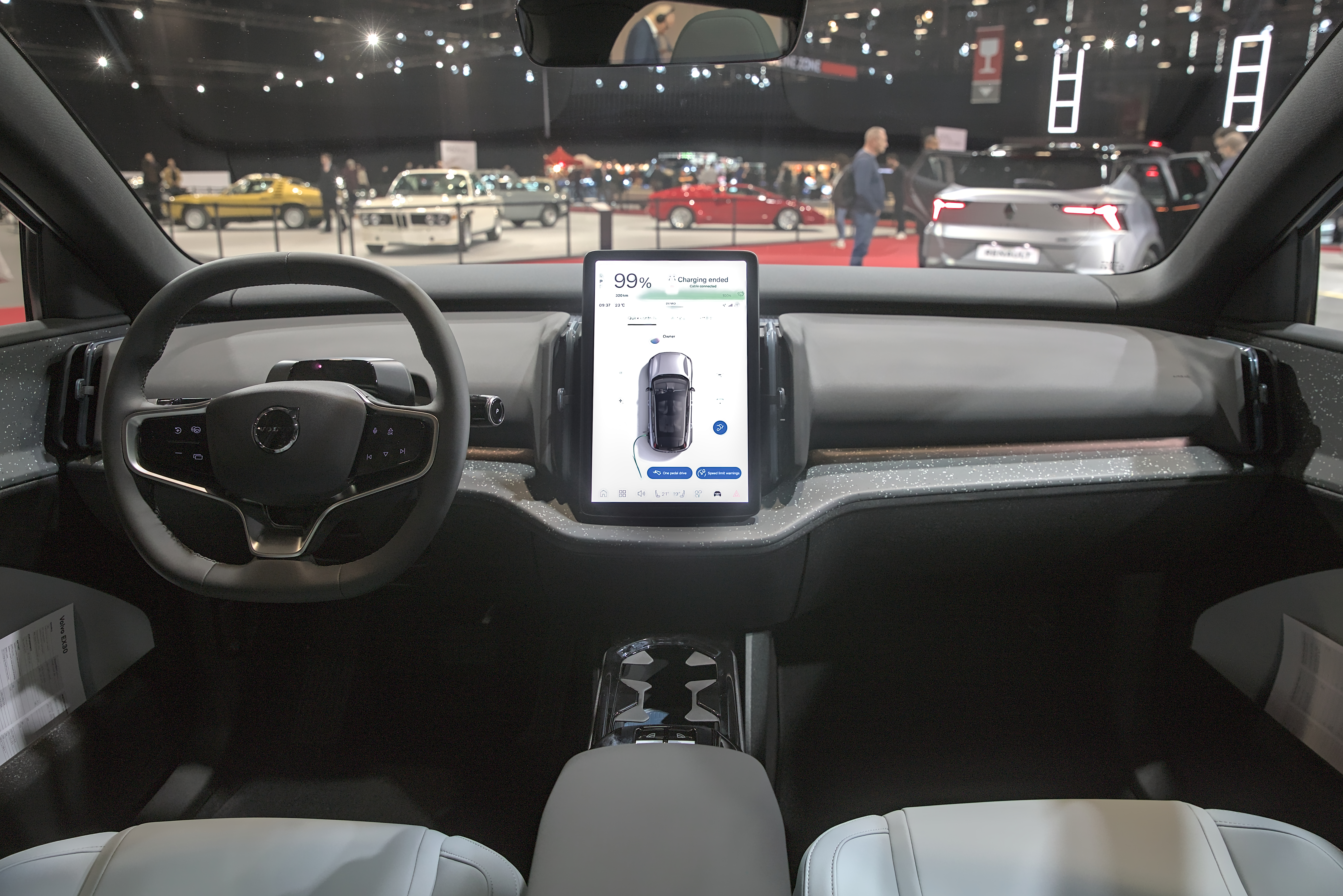
Instrumententafel

Der EX30 kann über ein Smartphone aufgeschlossen werden. Die Assistenzsysteme das Wagens ermöglichen teilautomatisiertes Fahren nach Level 2. Mit dem Parkassistenten kann er selbständig in Parklücken parallel, im rechten Winkel und schräg zur Fahrbahn einparken. Ein Assistenzsystem Safe Exit warnt beim Öffnen der Türen vor Radfahrern. Ein weiteres überwacht Augen- und Gesichtsbewegungen des Fahrers, um auf drohenden Sekundenschlaf hinzuweisen.
Das Infotainment ist Google-basiert, die Lautsprecher sind als Harman/Kardon-Soundbar im Armaturenbrett eingebaut. Der Wagen wird in drei Ausstattungsvarianten (Core, Plus und Ultra) angeboten, das Spitzenmodell hat unter anderem ein Panorama-Glasdach. In der Instrumententafel und in den Türen dienen Flachs (geflochten), Leinsamenpflanzen oder Denim-Fasern aus recycelten Jeans als Dekormaterial. Für die Sitzbezüge wird eine Wollmischung verwendet, der zu 70 Prozent wiederverwerteter Polyester beigemischt ist. Die Teppiche bestehen zu 100 Prozent aus recycelten PET-Flaschen. Das verwendete Aluminium ist zu 17 Prozent recycelt, Stahl zu 25 Prozent.

### Technische Daten
Für eine Laufleistung von 200.000 km nennt der Hersteller insgesamt 30 Tonnen CO2-Ausstoß.
|                                                | Single Motor                 | Single Motor Extended Range  | Twin Motor Performance            | Cross Country Twin Motor Performance |
| Bauzeitraum                                    | seit 12/2023                 | seit 12/2023                 | seit 12/2023                      | seit 02/2025                         |
| Motorkenndaten                                 |                              |                              |                                   |                                      |
| Motortyp                                       | Elektromotor hinten          | Elektromotor hinten          | Elektromotor vorne und hinten     | Elektromotor vorne und hinten        |
| Motorbauart                                    |                              |                              |                                   |                                      |
| max. Leistung bei min−1                        | 200 kW (272 PS) bei 9248/min | 200 kW (272 PS) bei 9248/min | 315 kW (428 PS) bei 9248–9536/min | 315 kW (428 PS) bei 9248–9536/min    |
| max. Drehmoment bei min−1                      | 343 Nm bei 116–5375/min      | 343 Nm bei 116–5375/min      | 543 Nm bei 112–5475/min           | 543 Nm bei 112–5475/min              |
| Kraftübertragung                               |                              |                              |                                   |                                      |
| Antrieb                                        | Hinterradantrieb             | Hinterradantrieb             | Allradantrieb                     | Allradantrieb                        |
| Getriebe                                       | 1-Stufen-Automatikgetriebe   | 1-Stufen-Automatikgetriebe   | 1-Stufen-Automatikgetriebe        | 1-Stufen-Automatikgetriebe           |
| Antriebsbatterie                               |                              |                              |                                   |                                      |
| Zellchemie                                     | LFP                          | NMC                          | NMC                               | NMC                                  |
| Energieinhalt                                  | 51 kWh                       | 69 kWh                       | 69 kWh                            | 69 kWh                               |
| Max. Ladeleistung (AC)                         | 11 kW, dreiphasig            | 11 kW, dreiphasig            | 22 kW, dreiphasig                 | 22 kW, dreiphasig                    |
| Max. Ladeleistung (DC)                         | 134 kW                       | 150 kW                       | 150 kW                            | 150 kW                               |
| Messwerte                                      |                              |                              |                                   |                                      |
| Leergewicht                                    | 1840 kg                      | 1850 kg                      | 1960 kg                           | 1983 kg                              |
| Höchstgeschwindigkeit                          | 180 km/h                     | 180 km/h                     | 180 km/h                          | 180 km/h                             |
| Beschleunigung, 0–100 km/h                     | 5,7 s                        | 5,3 s                        | 3,6 s                             | 3,7 s                                |
| Energieverbrauch auf 100 km (WLTP, kombiniert) | 17,0–17,8 kWh                | 17,0–17,5 kWh                | 17,5–18,0 kWh                     | 18,7 kWh                             |
| Reichweite nach WLTP                           | 324–339 km                   | 462–476 km                   | 445–450 km                        | 425 km                               |

## Zulassungszahlen in Deutschland
Seit dem Marktstart 2023 bis einschließlich Dezember 2024 wurden in der Bundesrepublik Deutschland insgesamt 8.881 Volvo EX30 neu zugelassen. Davon hatten 1.846 Fahrzeuge Allradantrieb.
|  |

|  |

|  |

|  |

|  |

|  |

|  |

|  |

|  |

|  |

|  |

|  |

|  |

|  |

|  |

|  |

|  |

|  |

|  |

|  |

|  |

|  |

|  |

|  |

|  |

|  |

|  |

|  |

|  |

|  |

|  |

|  |

|  |

|  |

|  |

|  |

|  |

|  |

|  |

|  |

|  |

|  |

|  |

|  |

|  |

|  |

|  |

|  |

|  |

|  |

|  |

|  |

|  |

|  |

|  |

|  |

|  |

|  |

|  |

|  |

|  |

|  |

|  |

|  |

|  | Hinterradantrieb (7.035) |

|  | Hinterradantrieb (7.035) |

|  | Allradantrieb (1.846) |

|  | Allradantrieb (1.846) |